# Giuseppe Caradonna
Giuseppe Caradonna (Cerignola, 5 ottobre 1891 – Roma, 14 marzo 1963) è stato un politico italiano, vice presidente della Camera dei deputati durante il regime fascista.

## Biografia
Nacque a Cerignola il 5 ottobre 1891, figlio di Giulio e Giulietta Di Roma. Frequentò il ginnasio di Cerignola ed il liceo classico presso il Convitto Nazionale "Ruggiero Bonghi" di Lucera, per poi laurearsi in Giurisprudenza presso l'Università degli Studi di Napoli Federico II. Aderì alla massoneria.
Nel 1912 partì volontario al seguito di Ricciotti Garibaldi per combattere in difesa della Grecia contro l'Impero ottomano.
Interventista, partecipò alla prima guerra mondiale. Fu assegnato al 117º reggimento di fanteria del Regio Esercito, con il quale venne decorato con tre medaglie d'argento al valor militare, venendo altrettante volte ferito (ad una gamba, al viso e ad un occhio) e raggiungendo il grado di capitano.
Di ritorno dal fronte, cominciò ad emergere in politica grazie alla locale sezione dell'Associazione Mutilati, di cui fu eletto presidente nel 1919.

### Adesione al fascismo
Nel 1920 fondò la sezione di Cerignola dei Fasci Italiani di Combattimento e nel 1921 fu eletto Deputato al Parlamento ove fu protagonista di una rissa con Giuseppe Di Vittorio uscendone con un occhio nero.
Una sera di settembre del 1921, a Mola di Bari, fu alla guida del gruppo di squadristi fascisti che aggredirono il socialista Giuseppe Di Vagno dopo che questi aveva tenuto un comizio nella cittadina. Il deputato venne colpito alla schiena con tre colpi di pistola e morì il 25 settembre.
Fu eletto deputato alla Camera per la prima volta nel 1921 con il Partito Nazionale Fascista (PNF) e rieletto fino al 1939.
Partecipò alla Marcia su Roma in qualità di capo delle squadre d'azione pugliesi e di comandante della colonna meridionale. Nel 1922 partecipò attivamente anche alla presa di Foggia, guidando le squadre stanziate a Napoli. Nel luglio 1924 fu nominato membro del Gran Consiglio del Fascismo. Fu sottosegretario alle poste del ministro Giovanni Antonio Colonna di Cesarò e del ministro Costanzo Ciano (1922-1924).
Eletto presidente del Consiglio Provinciale della Capitanata in occasione delle elezioni amministrative del 1923, si dimise dalla carica nel 1926 in seguito a dissidi sorti con altri gerarchi fascisti. Mussolini gli offrì la carica di Ministro plenipotenziario presso l'ambasciata italiana a Cuba, al fine di allontanarlo dall'Italia, ma Caradonna rifiutò, adducendo motivi familiari. Riconfermato deputato nelle elezioni del 1929 e del 1934, gli venne affidata la vicepresidenza della Camera dei deputati.
Nel febbraio del 1936 assunse la presidenza dell'Ente Nazionale Cellulosa e Carta. Nel 1939, in seguito alla riforma della rappresentanza nazionale, non venne riconfermato nella carica di vicepresidente della nuova Camera dei Fasci e delle Corporazioni, di cui entrò comunque a far parte come consigliere nazionale. Nel 1940 venne nominato commissario straordinario per il consorzio di bonifica della provincia di Cosenza.
Dal 1934 al 1939 fu vice presidente della Camera dei deputati e Consigliere nazionale dal 1939 al 1943. Aderì alla Repubblica Sociale Italiana (RSI).

### Il secondo dopoguerra
Dopo la caduta del fascismo fu spiccato nei suoi confronti un mandato di cattura, e nel marzo del 1946 venne arrestato e condotto nel carcere milanese di San Vittore. Successivamente trasferito nel carcere di Viterbo, venne scarcerato nell'agosto dello stesso anno. Si spense a Roma il 14 marzo 1963.
Suo figlio, Giulio Caradonna (1927 – 2009), è stato parlamentare del Movimento Sociale Italiano (MSI).